# La Vacherie
Pour les articles homonymes, voir Vacherie.
La Vacherie est une commune française située dans le département de l'Eure, en région Normandie.

## Géographie

### Localisation
| Hondouville  | Hondouville | Acquigny                                           |
| Houetteville | La Vacherie | Heudreville-sur-Eure La Chapelle-du-Bois-des-Faulx |
| Brosville    |             | Émalleville                                        |

### Hydrographie
La commune est située dans le bassin Seine-Normandie. Elle est drainée par l'Iton,.
L'Iton, d'une longueur de 132 km, prend sa source dans la commune de Mahéru et se jette  dans l'Eure à Acquigny, après avoir traversé 39 communes.
Deux plans d'eau complètent le réseau hydrographique : la mare Méranger (0,07 ha) et la mare Sangsue (0,01 ha),.

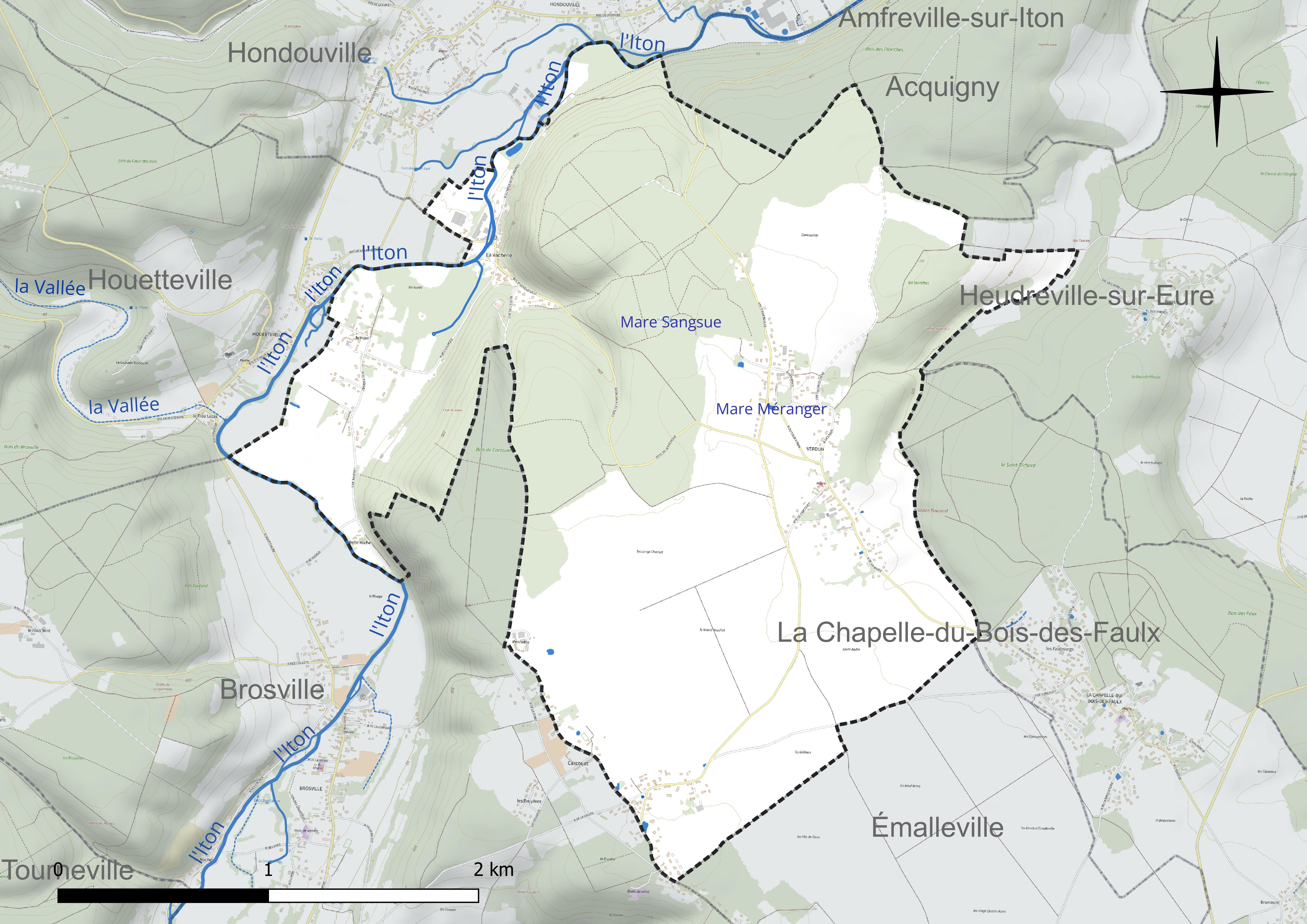
Réseau hydrographique de la Vacherie.

### Climat
Pour des articles plus généraux, voir Climat de la Normandie et Climat de l'Eure.
En 2010, le climat de la commune est de type climat océanique dégradé des plaines du Centre et du Nord, selon une étude du CNRS s'appuyant sur une série de données couvrant la période 1971-2000. En 2020, Météo-France publie une typologie des climats de la France métropolitaine dans laquelle la commune est exposée à un climat océanique et est dans la région climatique  Côtes de la Manche orientale, caractérisée par un faible ensoleillement (1 550 h/an) ; forte humidité de l’air (plus de 20 h/jour avec humidité relative > 80 % en hiver), vents forts fréquents. Parallèlement le GIEC normand, un groupe régional d’experts sur le climat, différencie quant à lui, dans une étude de 2020, trois grands types de climats pour la région Normandie, nuancés à une échelle plus fine par les facteurs géographiques locaux. La commune est, selon ce zonage, exposée à un « climat des plateaux abrités », correspondant aux plaines agricoles de l’Eure, avec une pluviométrie beaucoup plus faible que dans la plaine de Caen en raison du double effet d’abri provoqué par les collines du Bocage normand et par celles qui s’étendent sur un axe du Pays d'Auge au Perche.
Pour la période 1971-2000, la température annuelle moyenne est de 10,4 °C, avec  une amplitude thermique annuelle de 14,3 °C. Le cumul annuel moyen de précipitations est de 672 mm, avec 11,3 jours de précipitations en janvier et 8,4 jours en juillet. Pour la période 1991-2020, la température moyenne annuelle observée sur la station météorologique la plus proche, située sur la commune de Louviers à 10 km à vol d'oiseau, est de 11,8 °C et le cumul annuel moyen de précipitations est de 719,5 mm,. Pour l'avenir, les paramètres climatiques de la commune estimés pour 2050 selon différents scénarios d’émission de gaz à effet de serre sont consultables sur un site dédié publié par Météo-France en novembre 2022.

## Urbanisme

### Typologie
Au 1er janvier 2024, La Vacherie est catégorisée commune rurale à habitat dispersé, selon la nouvelle grille communale de densité à 7 niveaux définie par l'Insee en 2022.
Elle est située hors unité urbaine. Par ailleurs la commune fait partie de l'aire d'attraction d'Évreux, dont elle est une commune de la couronne,. Cette aire, qui regroupe 108 communes, est catégorisée dans les aires de 50 000 à moins de 200 000 habitants,.

### Occupation des sols
L'occupation des sols de la commune, telle qu'elle ressort de la base de données européenne d’occupation biophysique des sols Corine Land Cover (CLC), est marquée par l'importance des territoires agricoles (54,2 % en 2018), une proportion identique à celle de 1990 (54,2 %). La répartition détaillée en 2018 est la suivante : 
terres arables (42,8 %), forêts (42,3 %), zones agricoles hétérogènes (9,2 %), zones urbanisées (3,5 %), prairies (2,2 %). L'évolution de l’occupation des sols de la commune et de ses infrastructures peut être observée sur les différentes représentations cartographiques du territoire : la carte de Cassini (XVIIIe siècle), la carte d'état-major (1820-1866) et les cartes ou photos aériennes de l'IGN pour la période actuelle (1950 à aujourd'hui).

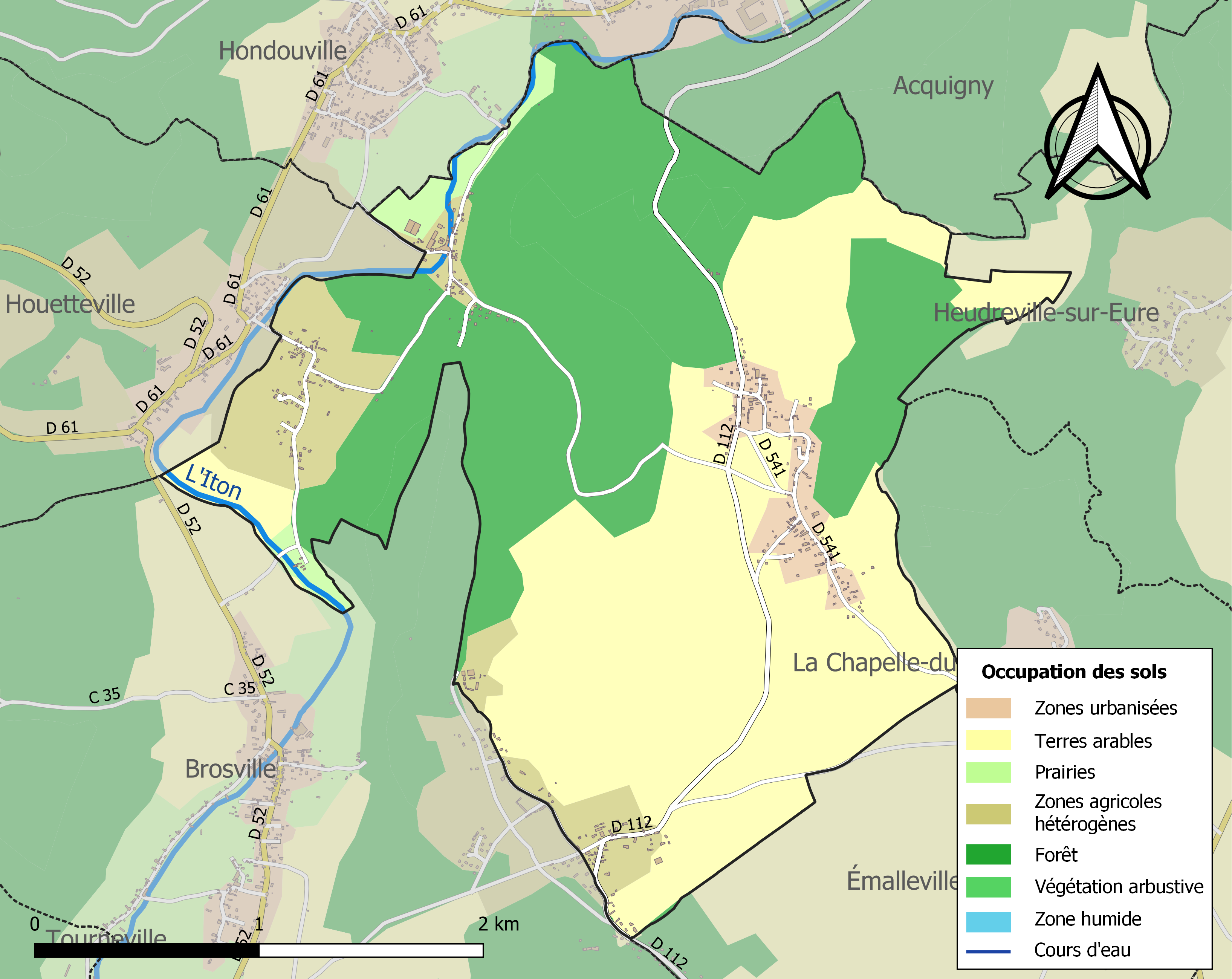
Carte des infrastructures et de l'occupation des sols de la commune en 2018 (CLC).

## Toponymie
Le nom de la localité est attesté sous la forme Vaccaria en 1252 (cartulaire de la Croix-Saint-Leufroi), La Vacerie en 1253 (archives de la Seine-Inférieure), La Vacherie sous Hondouville en 1327 (acte passé devant le vicomte d’Évreux), La Vacherie en 1801, La Vacherie-sur-Iton en 1840 (Gadebled).
De l'oïl vacherie « ensemble des vaches ».

## Politique et administration
| Période                                  | Période  | Identité             | Étiquette | Qualité  |
| ---------------------------------------- | -------- | -------------------- | --------- | -------- |
| mars 2001                                | 2008     | Wladislas Rzepkowski |           |          |
| mars 2008                                | en cours | Jean-Claude Courant  | UMP-LR    | Retraité |
| Les données manquantes sont à compléter. |          |                      |           |          |

## Démographie
L'évolution du nombre d'habitants est connue à travers les recensements de la population effectués dans la commune depuis 1793. Pour les communes de moins de 10 000 habitants, une enquête de recensement portant sur toute la population est réalisée tous les cinq ans, les populations de référence des années intermédiaires étant quant à elles estimées par interpolation ou extrapolation. Pour la commune, le premier recensement exhaustif entrant dans le cadre du nouveau dispositif a été réalisé en 2004.

En 2022, la commune comptait 557 habitants, en évolution de −3,13 % par rapport à 2016 (Eure : −0,25 %, France hors Mayotte : +2,11 %).
| 1793 | 1800 | 1806 | 1821 | 1831 | 1836 | 1841 | 1846 | 1851 |
| ---- | ---- | ---- | ---- | ---- | ---- | ---- | ---- | ---- |
| 423  | 441  | 457  | 500  | 517  | 490  | 450  | 407  | 409  |

| 1856 | 1861 | 1866 | 1872 | 1876 | 1881 | 1886 | 1891 | 1896 |
| ---- | ---- | ---- | ---- | ---- | ---- | ---- | ---- | ---- |
| 392  | 387  | 363  | 332  | 305  | 303  | 297  | 273  | 245  |

| 1901 | 1906 | 1911 | 1921 | 1926 | 1931 | 1936 | 1946 | 1954 |
| ---- | ---- | ---- | ---- | ---- | ---- | ---- | ---- | ---- |
| 241  | 216  | 214  | 214  | 238  | 204  | 187  | 157  | 149  |

| 1962 | 1968 | 1975 | 1982 | 1990 | 1999 | 2004 | 2006 | 2009 |
| ---- | ---- | ---- | ---- | ---- | ---- | ---- | ---- | ---- |
| 151  | 162  | 176  | 279  | 423  | 485  | 531  | 540  | 553  |

| 2014 | 2019 | 2022 | - | - | - | - | - | - |
| ---- | ---- | ---- | - | - | - | - | - | - |
| 564  | 565  | 557  | - | - | - | - | - | - |

## Culture locale et patrimoine

### Lieux et monuments
- Église Saint-Germain[24], implantée sur une colline en plein cœur d'une forêt.
Mentionnée dès le XIIe siècle, sa configuration actuelle résulte de deux campagnes de constructions successives datant du XVIe siècle.
Ses élévations en briques et pierres de taille calcaire, ainsi que sa couverture en tuiles plates en font un édifice caractéristique du patrimoine normand.
À l’intérieur, deux tableaux ornent le chœur, de part et d’autre du retable central. Datant de la fin du XVIIIe et du début du XIXe siècle, ils représentent deux scènes bibliques couramment illustrées à cette époque : Une Adoration des Bergers et une Mise au Tombeau. Ces tableaux font l'objet d'appels aux dons pour leur restauration[24].
- Ancienne gare ferroviaire, sur l'ancienne ligne de Saint-Pierre-du-Vauvray aux Andelys.

### Patrimoine naturel

#### Natura 2000
- Site Natura 2000 « Vallée de l'Iton au lieu-dit le Hom »[25], caractéristique de la présence du sonneur à ventre jaune.

## Personnalités liées à la commune
- Hildevert Hersent (1827-1903), ingénieur des ponts et chaussées, y est né.